# Jacek Roszko
Jacek Roszko (ur. 8 listopada 1987 w Mońkach) – polski lekkoatleta, sprinter.

## Osiągnięcia
Zawodnik Podlasie Białystok jest dwukrotnym srebrnym medalistą Halowych mistrzostw Polski seniorów (2008 & 2009). Podczas mistrzostw w 2009 Roszko przebiegł ten dystans w czasie 6,64 s - lepszym od minimum PZLA na Halowe Mistrzostwa Europy w Turynie gwarantując sobie występ na tej imprezie. Startu w Turynie Roszko nie zaliczy jednak do udanych, był 6. w swoim biegu i odpadł z dalszej rywalizacji będąc sklasyfikowanym na 25. pozycji. 
W 2010 zdobył złoty medal mistrzostw Polski w sztafecie 4 x 100 metrów. Złoty medalista mistrzostw kraju w tej samej konkurencji (2011).

## Rekordy życiowe
- Bieg na 100 metrów – 10,39 (2007)
- Bieg na 60 metrów (hala) – 6,64 (2009)